# Bierdawy
Bierdawy lub Wągsty – jezioro w Polsce, w województwie warmińsko-mazurskim, w powiecie olsztyńskim, w gminie Kolno.

## Położenie i charakterystyka
Jezioro leży na Wysoczyźnie Jeziorańsko-Bisztyneckiej, natomiast w regionalizacji przyrodniczo-leśnej – w mezoregionie Pojezierza Mrągowskiego, w dorzeczu Symsarna–Łyna–Pregoła. Znajduje się 5 km w kierunku północno-wschodnim od Jezioran. Przy jego północno-wschodnich brzegach leży wieś Wągsty. Krótki ciek wodny łączy akwen z Jeziorem Luterskim.
Brzegi płaskie, zarośnięte i zakrzaczone. W otoczeniu znajdują się łąki, głównie podmokłe.
Zbiornik wodny według typologii rybackiej jezior zalicza się do linowo-szczupakowych.
Jezioro leży na terenie obwodu rybackiego Jeziora Luterskiego w zlewni rzeki Łyna – nr 45.

## Morfometria
Według danych Instytutu Rybactwa Śródlądowego powierzchnia zwierciadła wody jeziora wynosi 34,1 ha. Średnia głębokość zbiornika wodnego to 1,0 m, a maksymalna – 2,0 m. Lustro wody znajduje się na wysokości 141,9 m n.p.m. Objętość jeziora wynosi 350,1 tys. m³. Maksymalna długość jeziora to 870 m, a szerokość 470 m. Długość linii brzegowej wynosi 2450 m.
Inne dane uzyskano natomiast poprzez planimetrię jeziora na mapach w skali 1:50 000 opracowanych w Państwowym Układzie Współrzędnych 1965, zgodnie z poziomem odniesienia Kronsztadt. Otrzymana w ten sposób powierzchnia zbiornika wodnego to 20,0 ha, a wysokość bezwzględna lustra wody to 141,0 m n.p.m.

## Przyroda
Dno jeziora bardzo mocno zarośnięte roślinnością zanurzoną.
Jezioro leży na terenie Obszaru Chronionego Krajobrazu Doliny Symsarny o łącznej powierzchni 19 242,16 ha.
W skład pogłowia występujących ryb wchodzą m.in. sielawa, troć, sandacz, sieja, lipień i sum.
W 2010 roku zaobserwowano nad jeziorem jedną kolonię składającą się z 5 gniazd rybitwy białoskrzydłej.